# 国際連合安全保障理事会決議45
国際連合安全保障理事会決議45（こくさいれんごうあんぜんほしょうりじかいけつぎ45、英: United Nations Security Council Resolution 45,UNSCR45）は、1948年4月10日に国際連合安全保障理事会で採択された決議。ビルマの国際連合加盟申請に関するものである。
アルゼンチンが棄権したが、反対無しの賛成多数でビルマの加盟が承認され、国連総会において加盟を認めるように勧告を行なった。これを受けて4月19日の総会決議188により、ビルマの国連加盟が認められた。